# Ponteceso
Ponteceso – gmina w Hiszpanii, w prowincji A Coruña, w Galicji, o powierzchni 91,97 km². W 2011 roku gmina liczyła 6065 mieszkańców.